# Omar Derdour

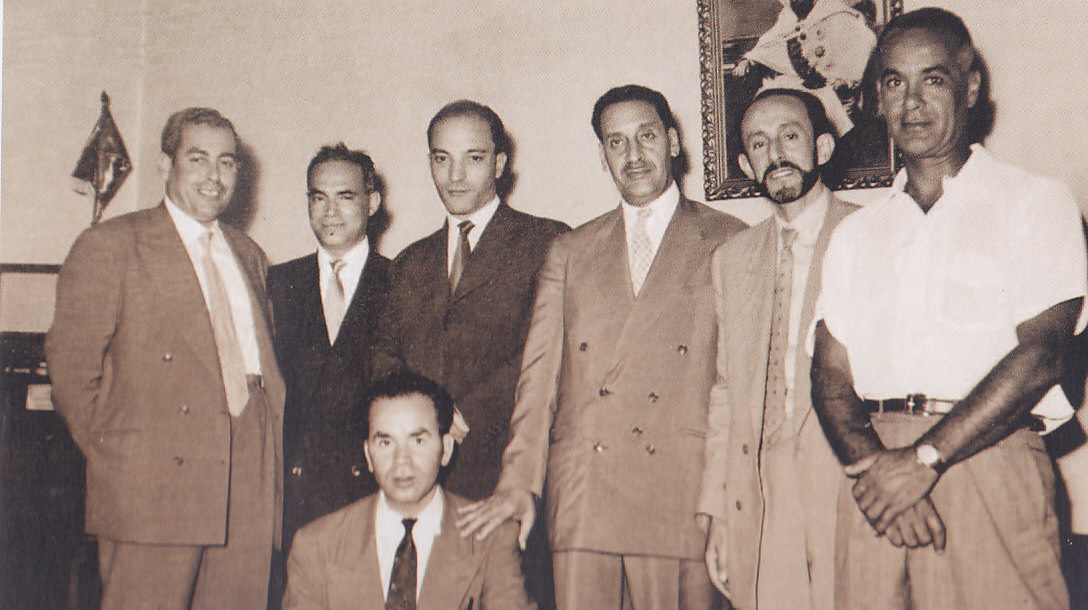

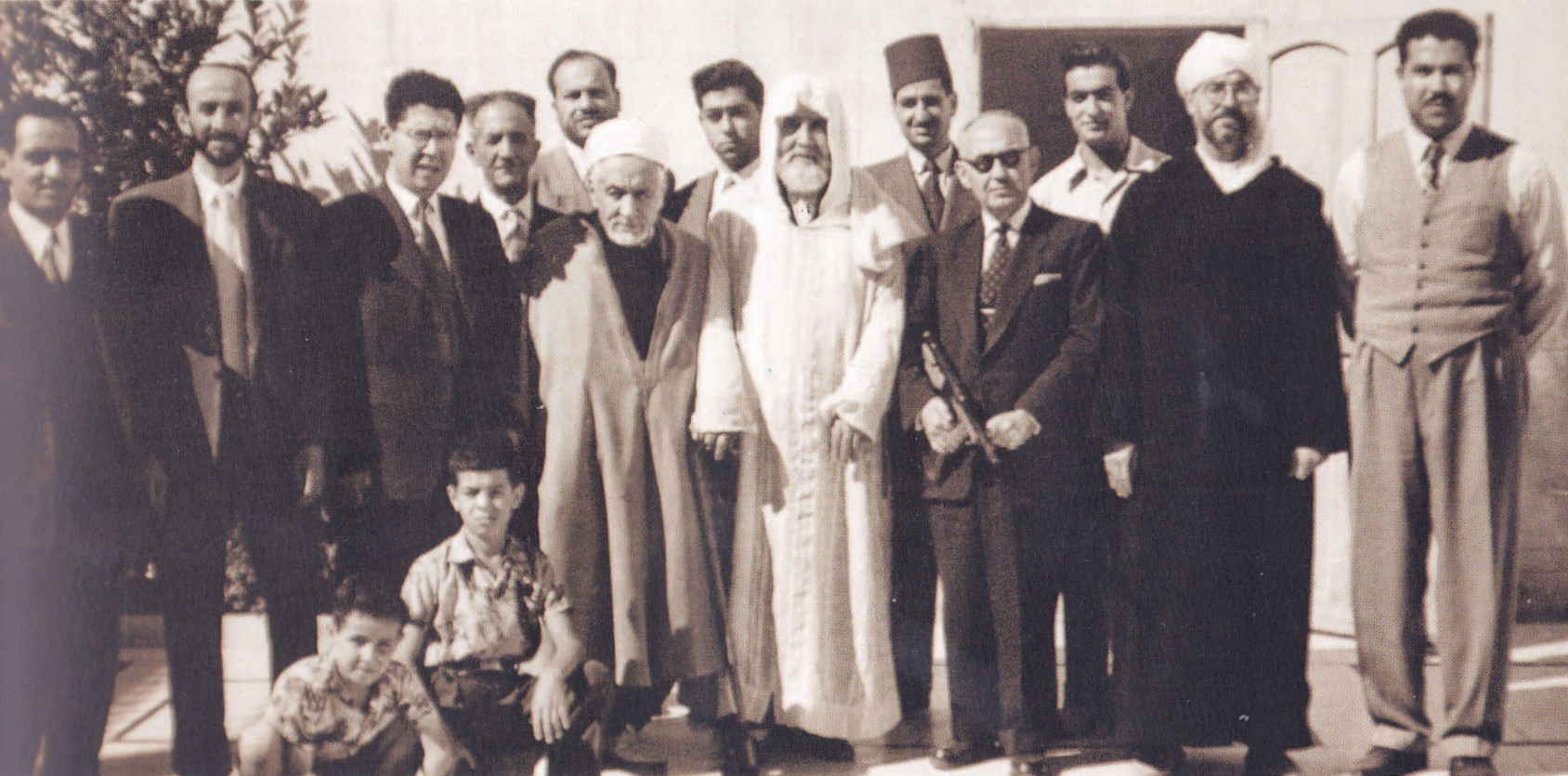

Omar Derdour (arabe :عمر دردور), de son nom complet Abou El Kacem Omar Derdour (arabe :أبو القاسم عمر دردور), né le 13 octobre 1913 à Hidous (localité de la commune de Teniet El Abed, Algérie) et décédé le 19 mars 2009 à Tazoult, est un disciple de Abdelhamid Ben Badis et une figure du mouvement réformiste musulman en Algérie.

## Biographie

### Cursus et formation
Omar Derdour est né dans une famille de lettrés appartenant à la tribu chaouie des Ouled Abdi. Après avoir appris le Coran dans la zaouïa (Dradra) de son arrière grand-père, il est allé suivre un enseignement religieux approfondi (linguistique, fiqh) dans la zaouïa du Cheikh Sid Ali Ben Omar (Sidi Abderrahmane) en 1930-1931 à Tolga. En 1932, il a rejoint la « Mosquée Verte » (Djamâa El Akhdar) de Constantine pour être encadre par Abdelhamid Ben Badis qui en 1934, l’a désigné enseignant dans les deux mosquées de Sidi Guemouche et Sidi Boumaâza à Constantine et, en 1936, il devient le proche assistant pour l’organisation des cours .

### Retour à Hidous
Omar Derdour a contribué pour installer une section de l'association des oulémas musulmans dans les Aurès pour l’éducation, la culture et la formation politique. En 1937, il revient dans son village pour créer une médersa pour l’éducation des petits et des grands. Dans la fin de même année, il se fait remarquer par l'administration française et le fait incarcérer à Batna pour « incitation de la population à la désobéissance civile » et sort le 6 janvier 1938, pour être incarcéré une deuxième fois en août 1939 pour quatre mois et payer une amende de 8 000 franc anciens.

### Guerre d'Algérie
En 1954, il devient cadre politique au sein du FLN et mène une campagne de propagande et de mobilisation, en France (1955-1956) puis au Caire et dans tout le monde arabe. 

### Époque de l'Algérie indépendante
À l′indépendance, il se consacre à l′enseignement, et devient membre fondateur des instituts islamiques. Il inaugure l′institut Salah Eddine Al Ayyoubi de Batna, avant de devenir cadre dans l'administration des Affaires religieuses. En 1981 à Sidi Okba, il est nommé directeur de l′institut de formation des imams, puis inspecteur régional des Affaires religieuses à Batna, Khenchela et Oum El Bouaghi jusqu′à sa retraite. Dans les années 2000, il a construit une mosquée et une zaouïa dans la localité El Hamza dans la commune de Oued Taga et une école dans sa région natale, des logements pour les enseignants; le tout sur ses propres terres.
Le 19 mars 2009, Abou El Kacem Omar Derdour décède après un long combat contre les séquelles d′un accident vasculaire cérébral. Il est enterré à Tazoult.